# Bee Gees My World (EP2)

## Közreműködők
- Barry Gibb – ének, gitár
- Maurice Gibb – ének,  gitár, zongora, orgona, basszusgitár
- Robin Gibb – ének
- Alan Kendall – gitár
- Geoff Bridgeford – dob
- Vince Melouney – gitár
- Colin Petersen – dob
- stúdiózenekar Bill Shepherd vezényletével

## A lemez dalai
- My World (Barry és Robin Gibb)  (1971), stereo  4:20, ének: Barry Gibb, Robin Gibb
- Israel  (Barry Gibb)  (1971), stereo 3:52, ének: Barry Gibb, Robin Gibb
- How Can You Mend a Broken Heart    (Barry és Robin Gibb) (1970), stereo 3:58, ének: Barry Gibb, Robin Gibb
- Trafalgar  (Maurice Gibb) (1971), stereo 3:53, ének: Maurice Gibb